# 鮫島宗明
鮫島 宗明（さめじま むねあき、1943年12月9日 - 2024年8月18日）は、日本の政治家、農学博士。元衆議院議員（3期）。帝京平成大学教授。
戦前に拓務大臣や逓信大臣、鉄道大臣を歴任した永井柳太郎は祖父。三木内閣で文部大臣を務めた教育社会学者の永井道雄はおじにあたる。
明治時代に活躍した元菊間藩士で日本基督教会の牧師三浦徹は曽祖父にあたる。

## 来歴・人物
静岡県田方郡伊豆長岡町（現伊豆の国市）に生まれた。
武蔵高等学校、東京大学農学部卒業。東京大学大学院農学研究科博士課程修了。1975年、農林水産省に入省し、農水省国際農業研究所に配属される。1988年、農水省生物資源研究所研究室長。
1993年、第40回衆議院議員総選挙に日本新党公認で旧東京5区（定数3）から立候補し、新党ブームに乗って同区トップで当選した。日本新党では財務委員長や副代表幹事を務める。1994年、日本新党の解党により新進党に合流。1996年の第41回衆議院議員総選挙には東京10区から新進党公認で立候補したが、自由民主党の小林興起に敗れ、新進党の方針で比例東京ブロックにも重複立候補しておらず、議席を失った。なお、東京10区には、結党されたばかりの旧民主党から長妻昭が立候補しており、反自民票の食い合いにより共に落選した。落選後は東京農業大学客員教授に就任し、現在は帝京平成大学健康メディカル学部健康栄養学科教授。
新進党解党後、民主党に入党。2000年の第42回衆議院議員総選挙では東京10区で再度小林に敗れるも、惜敗率90.12%と肉薄したことから重複立候補していた比例東京ブロックで比例名簿順3番手で当選し、4年ぶりに国政へ復帰した。狂牛病（BSE）問題の際は農政の専門家の立場からBSE対策法、食品安全政策で民主党内の議論をリードする。2003年の第43回衆議院議員総選挙でも東京10区で小林に敗れたが、惜敗率94.44%と小林に再度善戦したことで、比例名簿順4番手で比例復活により3選を果たした。2004年、民主党次の内閣でネクスト農林水産大臣に就任。
2005年の第44回衆議院議員総選挙では、鮫島は4期目を目指し民主党公認で立候補したが、東京10区では前回の自民党公認であった小林興起が郵政民営化法案の採決で反対票を投じたため自民党の公認を得られず、新党日本を結党し同党公認で立候補。自民党は小林に対するいわゆる「刺客」候補として、前回比例近畿ブロック選出（元は兵庫6区拠点）で、かつては鮫島と同じ日本新党、新進党に所属していた環境大臣の小池百合子を東京10区で擁立し、小池が当選。両者の対決に埋没する形となった鮫島は次点に留まり、惜敗率46.04%と前回よりも大きく落としたことで比例復活に届かず、落選した。
2007年4月、練馬区長選挙に立候補したが、約5万票の大差で現職の志村豊志郎に敗れ落選し、政界からの引退を表明した。
2015年、春の叙勲において旭日中綬章を受章した。
2024年8月18日、死去した。80歳没。

## 不祥事
- 2004年5月13日の民主党のメールマガジンによると、年金未納問題の際に国民年金が1か月間未納であった[2]。

## 政策
- 静岡空港建設反対の国会議員署名活動で署名者に加わっている[3]。

## 選挙歴
| 当落 | 選挙                   | 執行日         | 年齢 | 選挙区               | 政党     | 得票数    | 得票率 | 定数 | 得票順位 /候補者数 | 政党内比例順位 /政党当選者数 |
| ---- | ---------------------- | -------------- | ---- | -------------------- | -------- | --------- | ------ | ---- | ------------------ | ---------------------------- |
| 当   | 第40回衆議院議員総選挙 | 1993年07月18日 | 49   | 旧東京5区            | 日本新党 | 7万6618票 | 18.18% | 3    | 1/12               | /                            |
| 落   | 第41回衆議院議員総選挙 | 1996年10月20日 | 52   | 東京10区             | 新進党   | 4万5536票 | 26.45% | 1    | 2/6                | /                            |
| 比当 | 第42回衆議院議員総選挙 | 2000年06月25日 | 56   | 比例東京（東京10区） | 民主党   | 6万4272票 | 34.93% | 1    | 2/4                | 3/6                          |
| 比当 | 第43回衆議院議員総選挙 | 2003年11月09日 | 59   | 比例東京（東京10区） | 民主党   | 7万7417票 | 42.67% | 1    | 2/4                | 4/8                          |
| 落   | 第44回衆議院議員総選挙 | 2005年09月11日 | 61   | 東京10区             | 民主党   | 5万536票  | 23.04% | 1    | 2/4                | /                            |
| 落   | 2007年練馬区長選挙     | 2007年4月22日  | 63   |                      | 無所属   | 7万5510票 | 29.99% | 1    | 2/3                | /                            |

## 著書
- 「殿様と36人のサムライ―日本新党365日の記録」　ISBN 4408101494

## 出演番組
- ビートたけしのTVタックル